# Lauren Oliver
Lauren Oliver, nata Laura Schechter (Contea di Westchester, 8 novembre 1982), è una scrittrice statunitense, nota per i suoi libri per giovani adulti tra cui il suo più noto, Panic.

## Biografia
Lauren Oliver è l'autrice del romanzo E finalmente ti dirò addio e della trilogia Delirium: Delirium, Chaos e Requiem, che sono stati tradotti in più di trenta lingue e sono un bestseller internazionale e del New York Times. Lauren Oliver è anche autrice di due romanzi per lettori intermedi, The Spindlers e Liesl & Po, candidato nel 2012 agli E. B. White Read-Aloud Award. Il romanzo per giovani adulti di Lauren, Panic, è stato pubblicato in America il 4 marzo 2014; dal libro verrà prodotto un film dagli Universal Studios. Laureata all'Università di Chicago e al programma NYU's MFA, Lauren Oliver è anche la cofondatrice della società Paper Lantern Lit Archiviato il 5 febbraio 2015 in Internet Archive.

## Carriera
Il primo libro di Oliver, E finalmente ti dirò addio, fu pubblicato il 2 marzo 2010, da HarperCollins negli Stati Uniti, e da Hodder & Stoughton in Inghilterra. Il libro parla di una teenager, Sam, che deve vivere l'ultimo giorno della sua vita per sette volte, imparando ogni volta nuovi valori e nuovi segreti circa la sua morte. Oliver sostiene di averlo scritto interamente sul suo BlackBerry mentre andava alle riunioni in metropolitana. Si è poi spedita i capitoli via e-mail per poterci lavorare ancora un po' su. Questo libro è stato scelto per essere trasformato in un film da Fox 2000.
Il secondo libro di Oliver, Delirium, è il primo della sua trilogia distopica. La prima novella di Oliver, Hana, è stata pubblicata dopo Delirium, anche se i fatti contenuti nel libro avvengono in Delirium, ma dalla prospettiva di Hana. Il secondo libro della trilogia, Chaos, è stato pubblicato in America il 28 febbraio 2012. Un'altra novella, Annabel, è stata pubblicata negli USA come e-book il 26 dicembre 2012. Le vicende in essa contenute si svolgono prima degli eventi narrati in Delirium. Tratta in dettaglio la storia della madre di Lena prima degli eventi. Il terzo e ultimo libro della trilogia, Requiem, fu pubblicato per la prima volta in America il 5 marzo 2013. Una terza novella, Raven, fu pubblicata insieme col terzo libro, Requiem, il 5 marzo 2013 (Stati Uniti) come e-book. Questa novella segue Raven nella sua vita e nelle sue avventure tra gli eventi di Chaos e Requiem. Il 5 marzo 2013, gli Stati Uniti pubblicano le tre novelle (Hana, Annabel e Raven) in un unico libro in brossura.
Il primo romanzo di Oliver per lettori intermedi parla di una ragazza a cui un fantasma fa visita, rivelandole che il suo defunto padre è bloccato nel Limbo e solo lei può aiutarlo. Fu pubblicato in America il 1º settembre 2011.
Il secondo romanzo di Oliver per lettori intermedi narra la storia di Liza che viaggia in un inferno fantastico per salvare il suo fratellino da una sinistra creatura somigliante ad un ragno, chiamata Spindlers. Pubblicato in America nel tardo 2011.
Il libro di Lauren Oliver, intitolato Panic, è stato pubblicato negli Stati Uniti il 4 marzo 2014 e verrà pubblicato in Italia nel 2015 da Safarà Editore. Da questo romanzo verrà prodotto un film dagli Universal Studios, con sceneggiatura della stessa Lauren Oliver.
L'ultimo libro della Oliver, Vanishing Girls, è stato pubblicato in America a marzo 2015 e verrà pubblicato in Italia a maggio 2015 con il titolo di Ragazze che scompaiono sempre dalla casa editrice Safarà Editore.

## Vita privata
Lauren è nata a Queens ed è cresciuta a Westchester, New York, in una piccola città molto simile in quella descritta in E finalmente ti dirò addio. I suoi genitori sono entrambi professori di letteratura e già in tenera età è stata incoraggiata a scrivere storie, a disegnare e dipingere, danzare in costume e in breve a passare la maggior parte del suo tempo a vivere con fantasia. Seguì letteratura e filosofia all'Università di Chicago, e si trasferì quindi nuovamente a New York per frequentare il programma di scrittura creativa NYU's MFA. Nel frattempo cominciò a lavorare per la Penguin Books, in una sezione per giovani adulti chiamata Razorbill, e mentre era qui, cominciò a lavorare a E finalmente ti dirò addio (Before I Fall). Abbandonò il suo lavoro nel 2009 per dedicarsi a tempo pieno alla scrittura e adesso lavora felicemente a casa, a Brooklyn, New York.
È figlia di Harold Schechter, scrittore di true crime.

## Pubblicazioni

### Romanzi Young-Adults

#### Trilogia diDelirium
1. Delirium, Piemme 2011, 2013 (Delirium, 2011)
2. Chaos, Piemme 2013 (Pandemonium, 2012)
3. Requiem, Piemme 2014 (Requiem, 2013)

Esistono anche delle novelle, di cui solo una edita in Italia ed esclusivamente in ebook:
- Annabel, 2012 - prequel
- Il veleno sulle labbra, Piemme 2012 (Hana, 2011) - volume 1.5
- Raven, 2013 - volume 2.5
- Alex, 2014 - volume 3.5

Le prime tre novelle sono state raccolte nell'edizione (edita solo in lingua inglese) Delirium Stories nel 2013.

#### Altri romanzi autoconclusivi
- E finalmente ti dirò addio, Piemme 2010, 2012 / Prima di domani, Piemme 2017 (Before I fall, 2010)
- Panic, Safarà Editore 2015, 2016 (Panic, 2014)
- Ragazze che scompaiono, Safarà Editore 2015, 2017 (Vanishing Girls, 2015)
- Replica, 2016

### Romanzi per adulti
- Rooms, 2014

### Romanzi per ragazzi

#### Romanzi autoconclusivi
- Il viaggio di Lili e Po, Piemme 2012, Picwick 2016 (Liels and Po, 2011)
- Spindlers, Piemme 2013 (The Spindlers, 2012)

#### TrilogiaCuriosity House
- L'incredibile spettacolo dei ragazzi prodigio, Mondadori 2015 (Curiosity House: The Shrunken Head, 2015) - scritto a quattro mani con H. C. Chester
- Curiosity House: The Screaming Statue, 2016 - scritto a quattro mani con H. C. Chester
- Curiosity House: The Fearsome Firebird, 2017 - scritto a quattro mani con H. C. Chester